# Campeonato Piauiense de Futebol de 2015 - Segunda Divisão
O Campeonato Piauiense de Futebol - Segunda Divisão de 2015 foi a 13ª edição do torneio e corresponde à segunda divisão do futebol do estado do Piauí em 2015.

## Formato

### Regulamento
Primeira Fase
As seis equipes disputarão jogos de ida e volta entre si e se classificam para a fase final os dois melhores times.
Fase Final
A fase final irá definir o campeão e o vice em duas partidas, ambas equipes garantem o acesso à 1ª Divisão de 2016.
A Associação vencedora do confronto Final da Fase Final será declarada Campeã do Campeonato Piauiense de Futebol - Segunda Divisão de 2015 e será a primeira representante da 1ª Divisão de 2016.
A Associação que ficar na segunda posição do confronto Final da Fase Final será declarada Vice-Campeã do Campeonato Piauiense de Futebol - Segunda Divisão de 2015  e será a segunda representante da 1ª Divisão de 2016.

### Critério de desempate
Os critérios de desempate serão aplicados na seguinte ordem:
1. Maior número de vitórias
2. Maior saldo de gols
3. Maior número de gols pró (marcados)
4. Maior número de gols contra (sofridos)
5. Confronto direto
6. Sorteio

## Equipes participantes

### Localização
| Racing Oeiras Picos Altos Comercial Timon-MALocalização dos times por Cidade. |

## Classificação
| 1 | Picos     | 20 | 10 | 5 | 5 | 0 | 15 | 7  | 8   |
| 2 | Altos     | 18 | 10 | 5 | 3 | 2 | 17 | 6  | 11  |
| 3 | Oeiras    | 18 | 10 | 5 | 3 | 2 | 13 | 8  | 5   |
| 4 | Timon     | 14 | 10 | 4 | 2 | 4 | 12 | 10 | 2   |
| 5 | Racing    | 8  | 10 | 1 | 5 | 4 | 8  | 14 | -6  |
| 6 | Comercial | 2  | 10 | 0 | 2 | 8 | 5  | 25 | -20 |

| Altos     | —   | 6-0 | 0–1 | 1–1 | 3–1 | 3–0 |
| Comercial | 0–0 | —   | 1-3 | 0–3 | 1–1 | 0–3 |
| Oeiras    | 2–1 | 2–1 | —   | 1–1 | 3-0 | 0–0 |
| Picos     | 1-1 | 1–0 | 2–0 | —   | 0–0 | 2–1 |
| Racing    | 0–1 | 3–2 | 0–0 | 2–2 | —   | 0–0 |
| Timon-MA  | 0–1 | 3–0 | 2–1 | 1-2 | 2–1 | —   |

### Desempenho por rodada
- Clubes que lideraram o campeonato ao final de cada rodada:

| Fase Única | Fase Única | Fase Única | Fase Única | Fase Única | Fase Única | Fase Única | Fase Única | Fase Única | Fase Única |
| ---------- | ---------- | ---------- | ---------- | ---------- | ---------- | ---------- | ---------- | ---------- | ---------- |
| 1          | 2          | 3          | 4          | 5          | 6          | 7          | 8          | 9          | 10         |
| PIC        |            |            |            |            |            |            |            |            |            |

- Clubes que ficaram na última posição do campeonato ao final de cada rodada:

| Fase Única | Fase Única | Fase Única | Fase Única | Fase Única | Fase Única | Fase Única | Fase Única | Fase Única | Fase Única |
| ---------- | ---------- | ---------- | ---------- | ---------- | ---------- | ---------- | ---------- | ---------- | ---------- |
| 1          | 2          | 3          | 4          | 5          | 6          | 7          | 8          | 9          | 10         |
| OEI        | COM        | COM        | COM        | COM        | COM        | COM        | COM        | COM        | COM        |

## Final da Segunda Divisão

### Jogos de Ida
| 5 de dezembro | Altos            | 2 – 0 | Picos | Felipe Raulino,Altos                                 |
|               | Leone 18 Roni 84 |       |       | Público: não divulgado Árbitro: Antônio Santos Nunes |

|}

### Jogos de Volta
| 12 de dezembro | Picos    | 1 – 1 | Altos    | Helvídio Nunes |
|                | Gueba 50 |       | Paulo 11 |                |

|}

## Maiores públicos
Esses são os cinco maiores públicos do Campeonato: 
| Nº | Público[PP] | Mandante | Placar | Visitante | Estádio          | Data           | Rodada    |
| -- | ----------- | -------- | ------ | --------- | ---------------- | -------------- | --------- |
| 1  | 1 768       | Picos    | 2 – 0  | Oeiras    | Helvídio Nunes   | 26 de setembro | 1ª Rodada |
| 2  | 966         | Picos    | 0 – 0  | Racing    | Helvídio Nunes   | 3 de outubro   | 2ª Rodada |
| 3  | 520         | Oeiras   | 2 – 1  | Altos     | Ninho do Carcará | 3 de outubro   | 2ª Rodada |
| 4  | 430         | Timon    | 0 – 1  | Altos     | Miguel Lima      | 26 de setembro | 1ª Rodada |
| 5  | 318         | Racing   | 3 – 2  | Comercial | Estádio Luizão   | 27 de setembro | 1ª Rodada |

## Premiação
| Segunda Divisão de 2015                          |
| Piauí                                            |
| ------------------------------------------------ |
| Associação Atlética de Altos Campeão (1º título) |

| Vice Campeão:             | Terceiro colocado: | Quarto colocado: |
| ------------------------- | ------------------ | ---------------- |
| Sociedade Esportiva Picos | Oeiras             | Timon            |